# Carvalhal (Grândola)
Carvalhal es una freguesia portuguesa del concelho de Grândola, con 56,00 km² de superficie y 1600 habitantes (2001). Su densidad de población es de 28,6 hab/km².